# Шишкар
Шишкар (Loxia) — рід птахів родини в'юркових, включає 6 видів.
Населяють ліси Північної півкулі, живляться головним чином насінням хвойних дерев. Період гніздування може тривати протягом всього року. Характерною рисою представників роду є перехрещений наддзьобок і піддзьобок, пристосовані до витягування насіння з шишок. Довжина тіла 14 — 20 см, вага до 29 — 58 г. Дорослі самці забарвлені у червоні або помаранчеві кольори, самки — зеленого або жовтого кольору.
В Україні поширені такі види: шишкар сосновий (L. pityopsiittacus), залітний зимовий птах північних областей; шишкар ялиновий (L. curvirostra), осілий птах Карпат, Криму і залітний — решти території; шишкар білокрилий (L. leucoptera), рідкісний залітний зимовий птах північних областей.